# 최민호 (법조인)
최민호(崔珉鎬, 1972년 ~)는 사법연수원 31기(사법시험 32회)인 대한민국의 판사이자, 명동 사채왕으로 불린 최씨(61세)로부터 뇌물을 수수하여 긴급체포 되어 2015년 1월 20일 현직 판사 신분으로는 처음으로 구속영장이 발부되어 구속됐다. 이후 2월에 법관징계위원회로부터 역대 가장 높은 정직 1년의 중징계를 받았고 징계 불복기간인 2주가 지나 징계처분이 확정되자 대법원은 최민호가 제출한 사직서를 수리했다.

## 경력
- 2007년 광주지검 검사
- 2008년 법조 경력자[3]로서 신규 법관 임용
- 2009년 청주지방법원 판사
- 2013년 수원지방법원 판사

## 주요 판결
- 수 차례에 걸쳐 필로폰을 투약해 마약류관리법 위반 혐의로 기소된 A(45)씨에 대하여 "현재 피고인이 공소사실을 부인하고 있는데다가 필로폰 투약시기에 관한 공소사실 만으로는 피고인의 방어권 행사에 지장을 초래할 위험성이 크고, 단기간내에 반복되는 범죄사실의 특성에 비춰 심판대상이 한정됐다고 보기 어렵다"며 "따라서 이 사건 공소사실 기재는 특정한 구체적 사실의 기재에 해당한다고 볼 수 없고 공소제기의 절차가 법률의 규정을 위반한 무효에 해당한다"라며 공소기각하였다.[4]
- 3차례에 걸쳐 여관객실 창문 등에 부착돼 있던 1만원 상당의 알루미늄 새시를 훔친 혐의로 기소된 이모(52)씨에 대해 절도죄 등을 적용, 벌금 50만원을 선고했다.[5]

## 사건
2009년~2012년 사채업자 최씨(61)로부터 형사사건 무마 등 청탁을 받고 5차례에 걸쳐 2억6864만원을 받고 2009년 2월 재판 해결을 도와달라는 청탁과 함께 최씨로부터 전세자금 명목으로 3억원을 무이자 대여한 혐의로 2015년 2월 재판에 넘겨져 피고인이 "금품을 받은 사실은 인정하지만 대가성은 없었다"라고 주장함에도 서울중앙지방법원 형사합의23부(부장판사 현용선)는 금품 수수 사실은 물론이고 사건 청탁이나 알선 의도 등 대가성이 있었다는 공소사실을 모두 유죄로 판단하면서“피고인은 최씨가 '형사사건에 관해 도움을 받기 위한 의도를 갖고 접근했다는 점을 잘 알고 있었다' 이에 부응해 마약사건 담당 검사에게 전화하거나 사건기록 사본을 받아 검토하는 등 사건에 관여하고 있다는 인상을 심어주기에 충분한 행동을 했다 최씨로부터 받은 액수가 상당히 크고, 순수한 돈거래가 있을 만큼 친분이 두텁지 않았다 최민호와 최씨의 금전거래는 명확한 필요성이 존재하지 않는 한 알선 명목으로 의심할 수밖에 없고, 형사사건이 잘 처리되도록 도와달라는 내용의 청탁이 있었던 것으로 인정된다"며 구형량과 같은 징역 4년과 추징금 2억6864만원이 선고되었지만, 서울고등법원 형사4부(최재형 부장판사)는 피고인 변호인이 "피고인은 법관의 역할에 맞는 처신을 하지 않아 무거운 마음으로 매일 참회하고 있습니다 하지만 성실하게 공직생활을 해 왔다고 독실한 신앙생활로 늘 선교사들에게 도움을 주는 것을 꿈꿔 사채업자 최씨로부터 1억원을 받았지만 1억원 이상을 평소 알고 지내던 선교사에게 기부하거나 익명으로 교회에 헌금했습니다 피고인이 비록 법복을 벗고 죄수복을 입었다고 해서 일반인보다 더 무겁게 처벌돼서는 안됩니다"라고 하고, 피고인이 최후진술에서 "처신을 잘못해 벌어진 일"이라며 "죄송하다는 말씀을 드리고 싶고 반성하겠다"며 눈물을 흘리면서 선처를 호소하는 가운데 2015년 11월 6일에 열린 항소심 선고 재판에서 특정범죄가중처벌법상 알선수재 등 혐의로 기소된 "최민호가 받은 2억6864만원 가운데 1억원은 사건 종결 후 1~2년 이상 지나 전달돼 형사사건 처리에 관한 사례나 '사기 사건'의 해결을 도와달라는 청탁이란 인식을 하고 있었다고 보기 어렵다"고 보아 일부 무죄로 판단하면서“다만 거액을 받고 반환하지 않았다는 것에 대해서는 변명의 여지가 없는 상당한 비난의 대상”이라며 “피고인의 범행으로 사법제도에 대한 국민들 신뢰가 많이 훼손됐다”는 이유로 원심을 파기하고 징역 3년형과 함께 추징금 1억6864만원을 선고했다. 하지만 대법원 1부(주심 김소영 대법관)는 상고심에서 원심이 일부 무죄로 판단된 부분까지 유죄 취지로 파기환송했다.